# 美女木ジャンクション
美女木ジャンクション（びじょぎジャンクション）は、埼玉県戸田市美女木四丁目にある、東京外環自動車道（外環道）と首都高速5号池袋線・首都高速埼玉大宮線を接続するジャンクション（JCT）である。
本稿では便宜上、同一地点にある国道17号新大宮バイパスおよび国道298号美女木八幡交差点（びじょぎはちまんこうさてん）についても記す。

## 概説
東京外かく環状道路（東京外環自動車道・国道298号）と首都高速道路（首都高）新大宮バイパスが直交する位置に建設されている。
付近が住宅地で用地が不足しているため、用地取得の制限からコンパクトに設計する必要があり、十字立体交差により首都高速道路と東京外環自動車道の各本線が通過する両フロアの中間に設けられたフロアにおいて、首都高速道路と東京外環自動車道を行き来するための各接続道路（ランプウェイ）が平面交差点で信号機処理される、高速道路では異質な交通運用形態（一点都市型）をとっている。首都高速道路で信号機により常に交通制御を行う箇所としては、かつては箱崎ロータリーや江戸橋ジャンクションの本線上にも見られたが、現在では美女木ジャンクションが唯一である。
一般道路部分（美女木八幡交差点）も新大宮バイパス本線が国道298号をアンダーパスしており、これらをあわせると車道のみでも5層構造、さらに横断歩道橋が設置されているため実質6層構造という他では見られない多層構造となっている。
高速道路のJCT平面交差部の信号機は、事故防止のため視認性の高い大径LED信号機の設置を始め、各種の安全対策が施されている。

## 接続している路線
- C3 東京外環自動車道（60番）
- 首都高速5号池袋線（終点）[注釈 1]
- 首都高速埼玉大宮線（起点）

## 歴史
- 1985年10月1日：都市計画決定。
- 1993年10月26日：首都高速5号池袋線が延伸開通し、東京外環自動車道と接続して美女木JCTの運用開始。当初は接続方向が制限された部分運用だった（後述）。
- 1998年5月18日：首都高速埼玉大宮線が開通し、完全運用開始。

## 構造概説

### 一般道路部
新大宮バイパスと国道298号が平面交差する。新大宮バイパスは交差点部をアンダーパス（片側2車線）で常時直進することができる。
道路には横断歩道が無く、歩行者横断禁止のため、平面交差部の上空（外環道本線の下）に井桁状に横断歩道橋が設けられている。

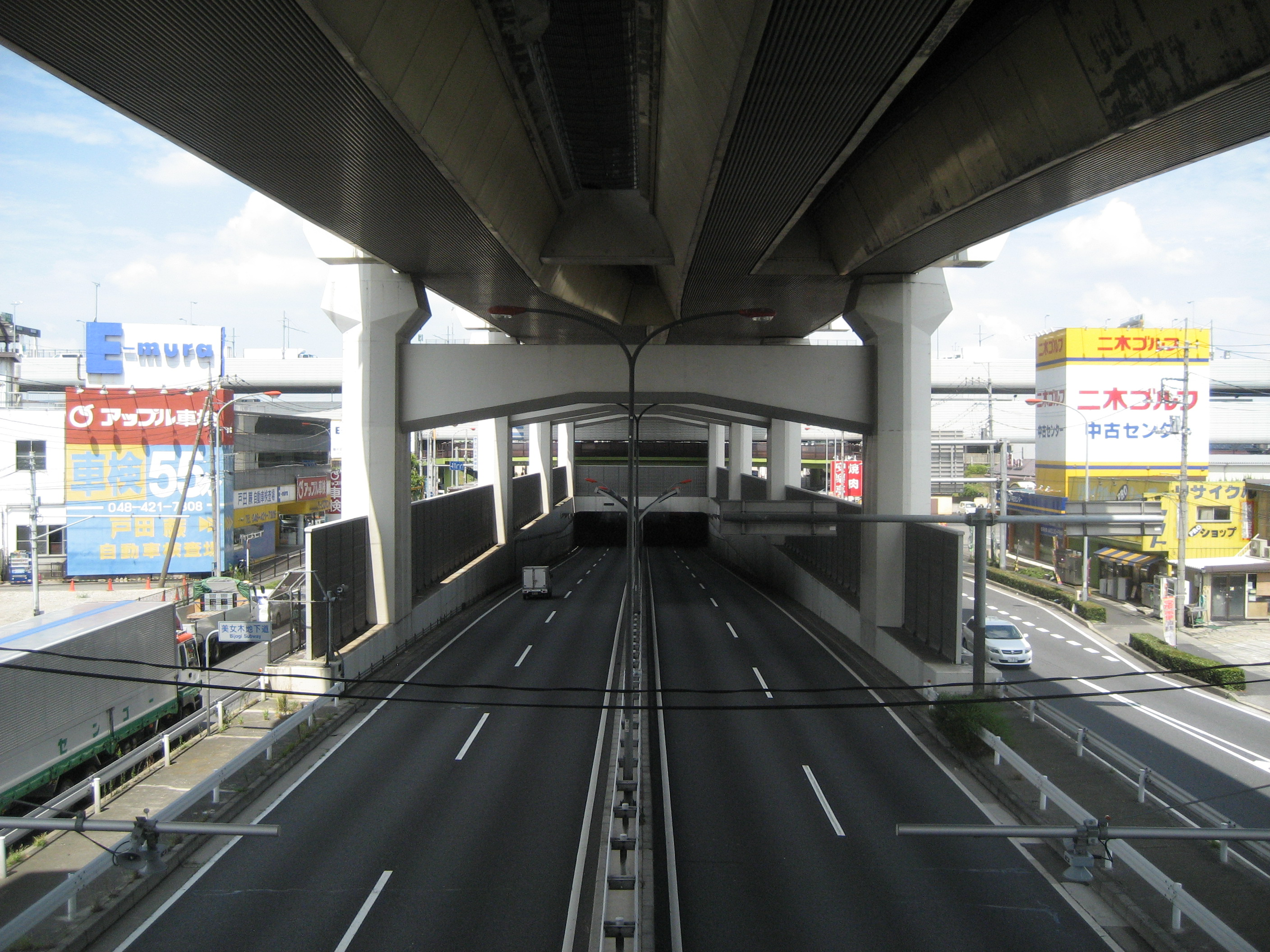
美女木地下道（アンダーパス部）
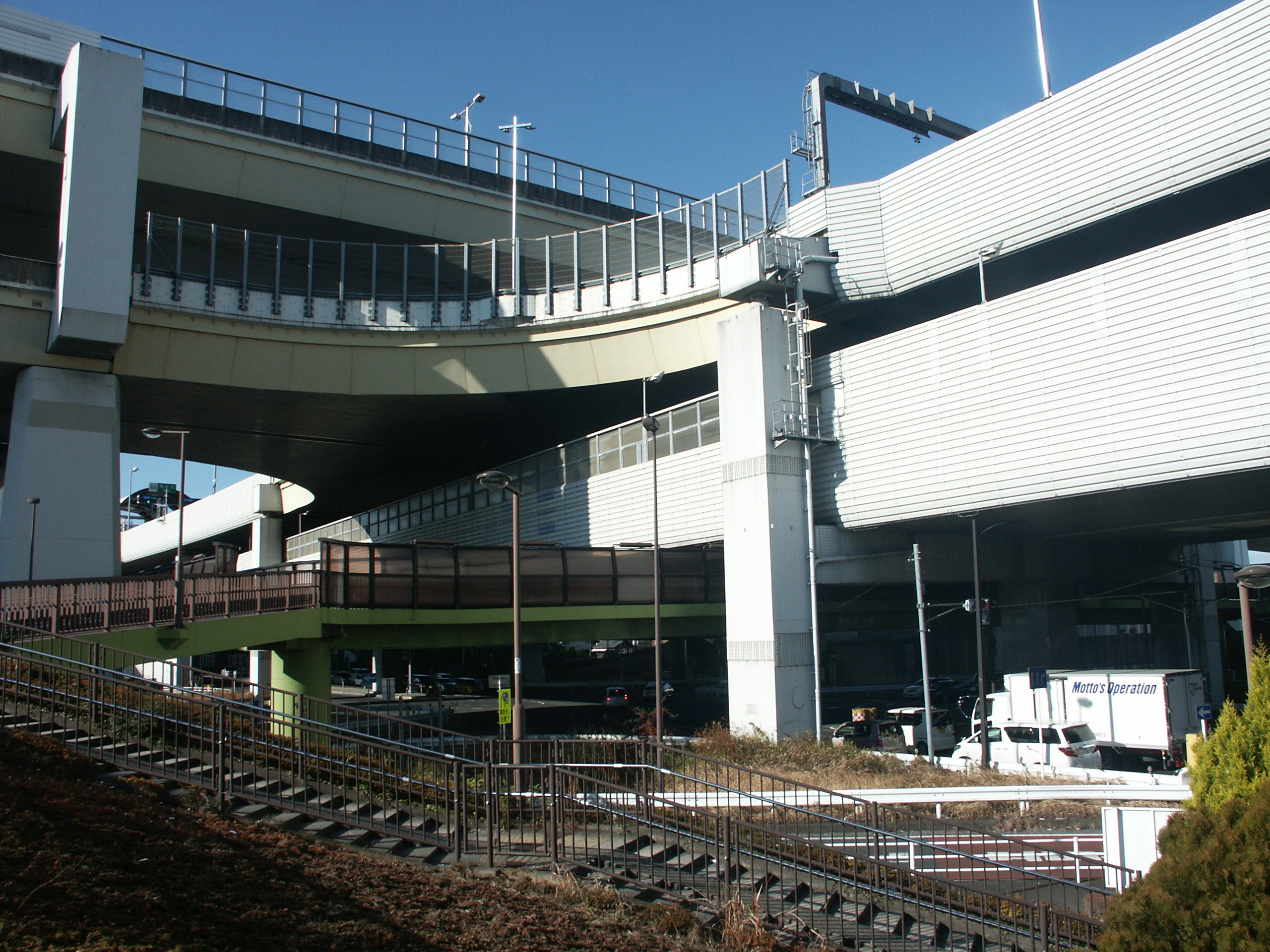
ジャンクションを美女木八幡歩道橋上り口から撮影
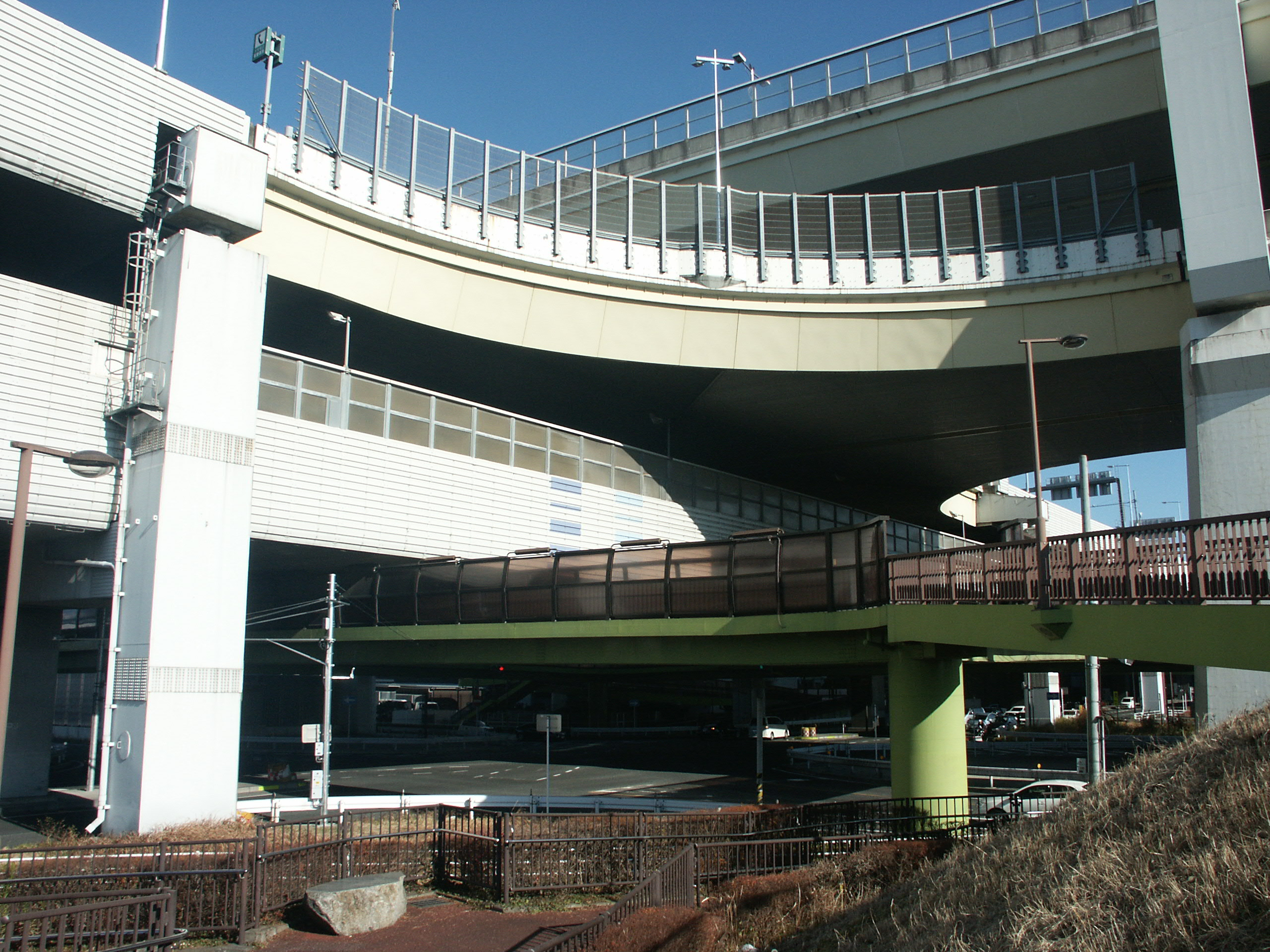
下から新大宮バイパスと国道298号との平面交差点、美女木八幡歩道橋、東京外環自動車道本線、東京外環自動車道と首都高速との交差点部、首都高速本線

### 高速道路部
下から「外環道本線」「平面交差部」「首都高速本線」の3層の高架道路が設けられている。外環道と首都高速の本線はそれぞれ片側2車線でジャンクションを直進通過している。つまり、外環道や首都高速をそのまま直進する分には、当ジャンクションの信号機に遭遇することはない。
平面交差部は外環道・首都高速の本線から分岐したランプがジャンクション地点で十字交差点となって交わり、各方面に分岐した後に外環道・首都高速のそれぞれ本線に再び合流する。外環方向に向かうランプには、外環道の料金収受のための料金所が設けられている（首都高速は志村本線料金所・浦和南本線料金所で料金収受する）。
平面交差部で左折方向となる「首都高速5号池袋線 → 外環道大泉方面」と「外環道三郷方面 → 首都高速5号池袋線」については常時左折可の処理を行うことで、信号現示にかかわらず進行することができるが、それ以外の方向については交差点部の信号現示に従って進行する必要がある。なお、左折方向であっても、近傍の戸田出入口に向かう交通と輻輳する恐れのある「外環道大泉方面 → 首都高速5号池袋線」方向は信号機の指示に従う必要がある。なお、平面交差部では交差点の構造上および交通規制上、外環道両方面からは直進することができない（必ず右折または左折する必要がある）。
また、首都高速5号池袋線の下り本線から分岐したランプと戸田入口との合流部にも信号機が設置されている。

### 高速道路部の平面交差にかかる経緯
1993年に首都高速5号池袋線が美女木JCTまで延伸開通して外環道と丁字交差で接続する際、美女木JCTを管轄区域とする埼玉県警察は、JCT内での信号機の運用は交通事故を招く恐れがあると懸念したため、信号機処理を行わなくてもよいように以下の通行のみを可能とした。
- 外環道三郷方面 → 首都高速5号池袋線（左折進行）
- 首都高速5号池袋線 → 外環道大泉方面（左折進行）
- 外環道大泉方面 → 首都高速5号池袋線（右折進行）

残る「首都高速5号池袋線 → 外環道三郷方面」の右折については認めず、手前の首都高速戸田南出入口で一旦新大宮バイパスへ流出させ、美女木八幡交差点から国道298号を経由して外環道戸田東ICから流入させる処置が取られた。
しかし、1998年に首都高速埼玉大宮線が開通した際、戸田出入口から首都高速埼玉大宮線方面へ直進できるようにすることと、交差点内での各方面からの右折進路を制御する必要があり、JCT内の各種安全対策を採ることを条件に信号運用による十字供用が警察により認められた。JCT内での最高速度は30km/hとされたほか、平面交差部へ進入する案内標識は、高速での進入を防ぐ目的で、特例的に一般道路の案内標識と同じ青地のものが用いられている。

## 外環道料金所

### 美女木第一料金所（三郷方面入口）
- レーン数：3
  - ETC専用：2
  - 一般：1

### 美女木第二料金所（大泉方面入口）
- レーン数：2
  - ETC専用：1
  - 一般・ETC：1

## 隣
C3 東京外環自動車道
(52)和光北IC/新倉PA - (53)戸田西IC - (60)美女木JCT - (61)戸田東IC - (62)外環浦和IC - (63)川口西IC
 首都高速5号池袋線
(518)戸田出入口 - 美女木JCT
 首都高速埼玉大宮線
美女木JCT - (S551)浦和南出入口/TB

## ギャラリー

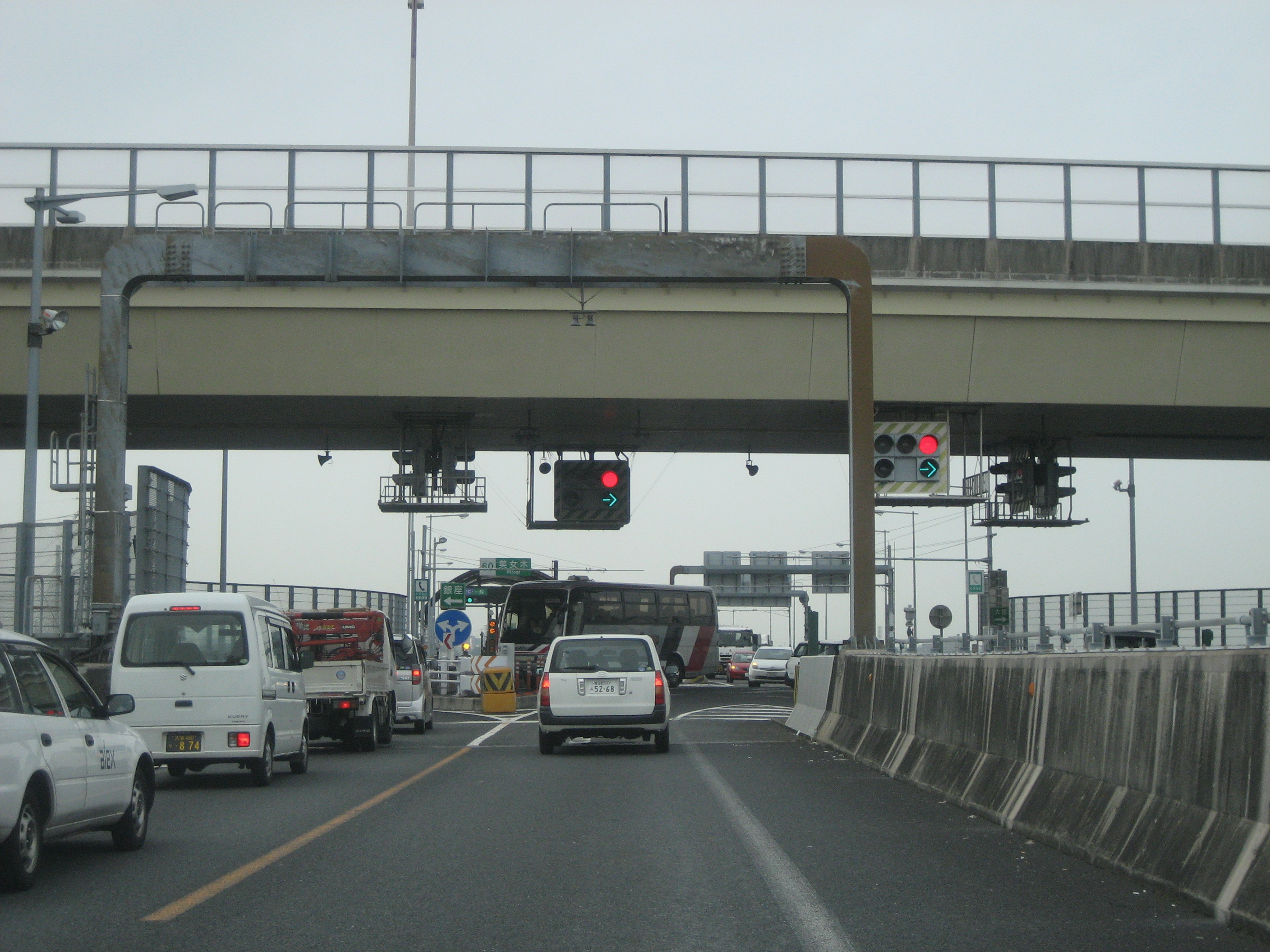
美女木JCT交差点（奥が外環道大泉方面）
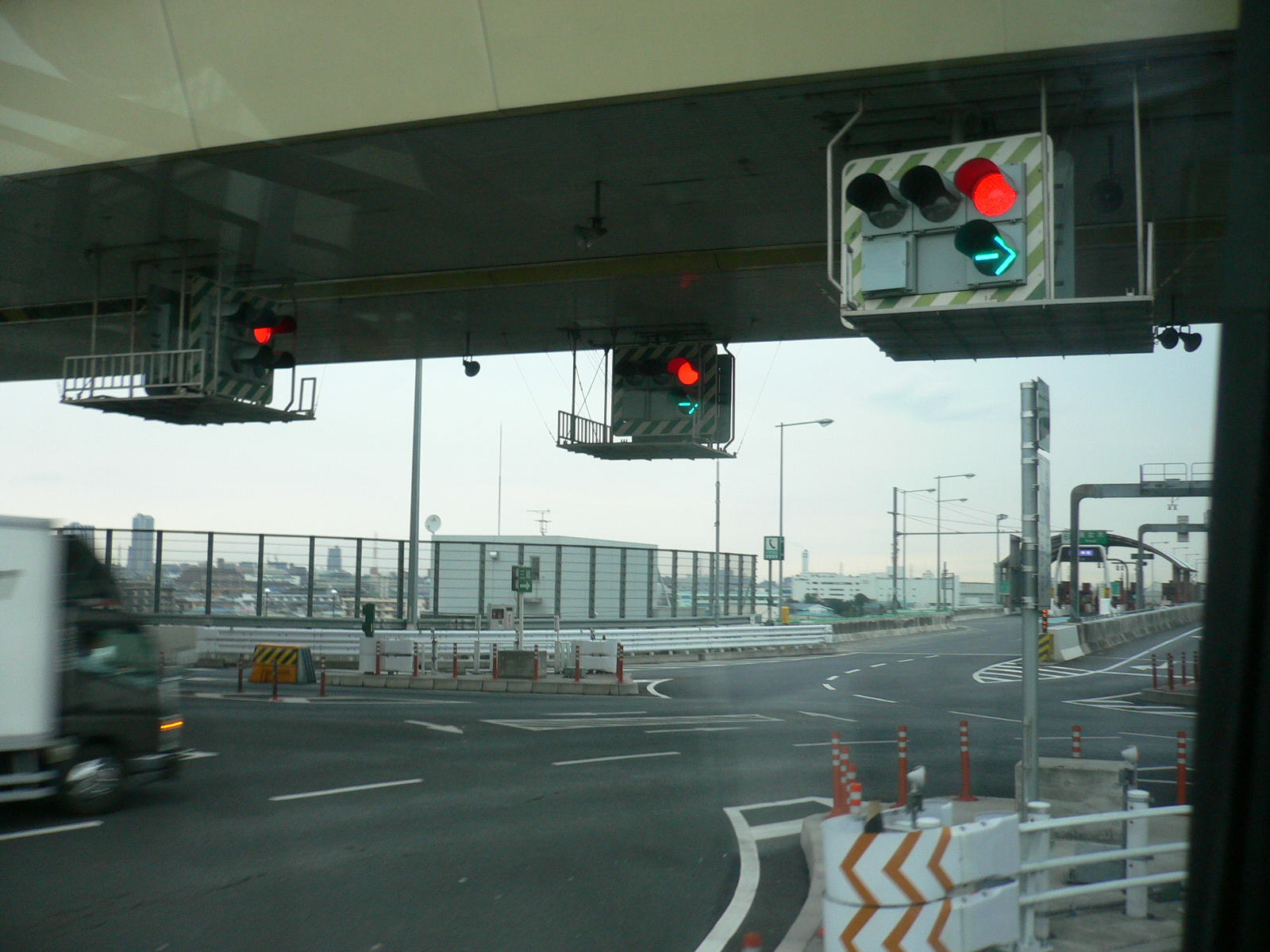
美女木JCT交差点（左が与野・大宮方面。奥が三郷方面。）
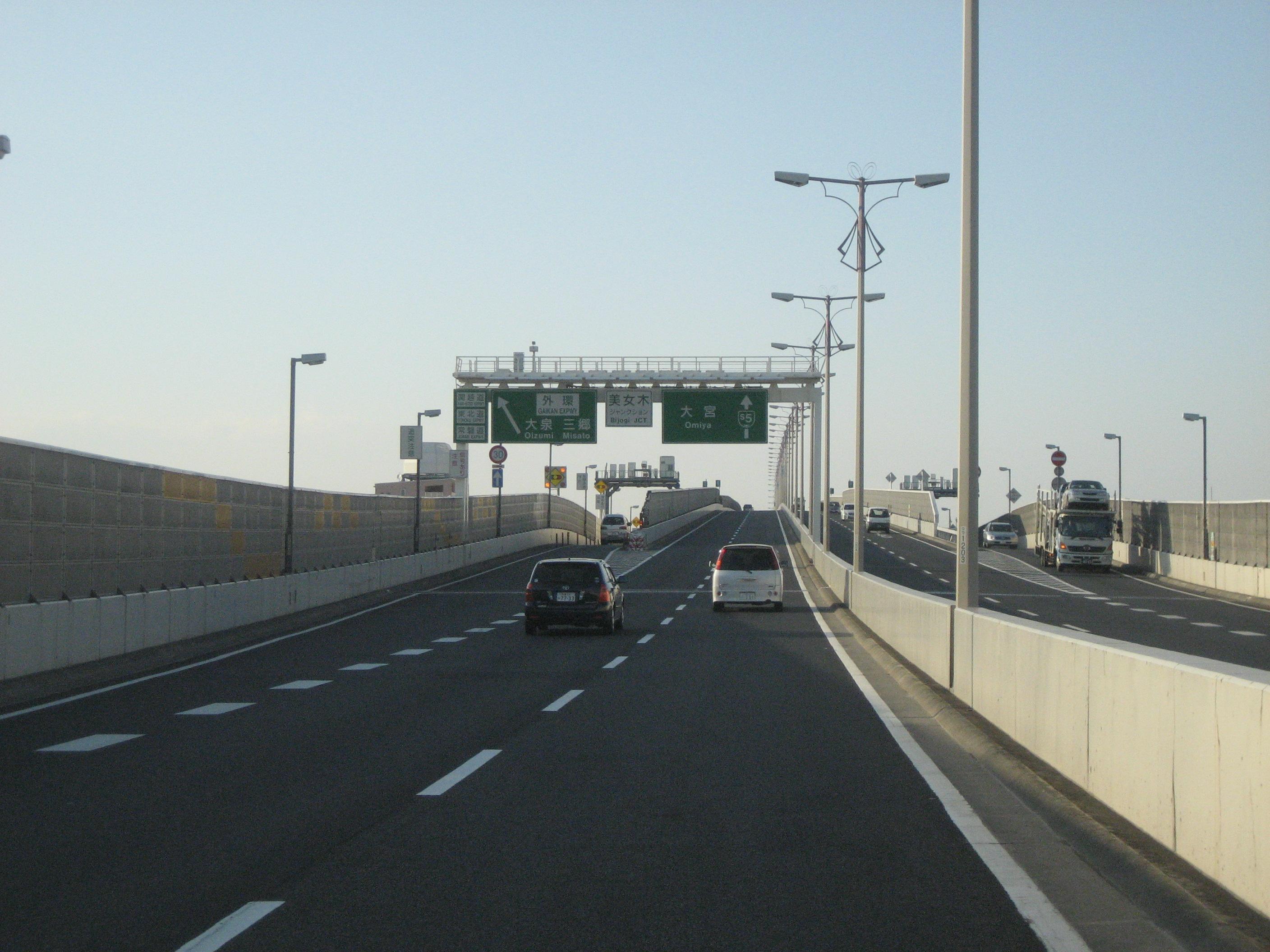
首都高速5号池袋線下り
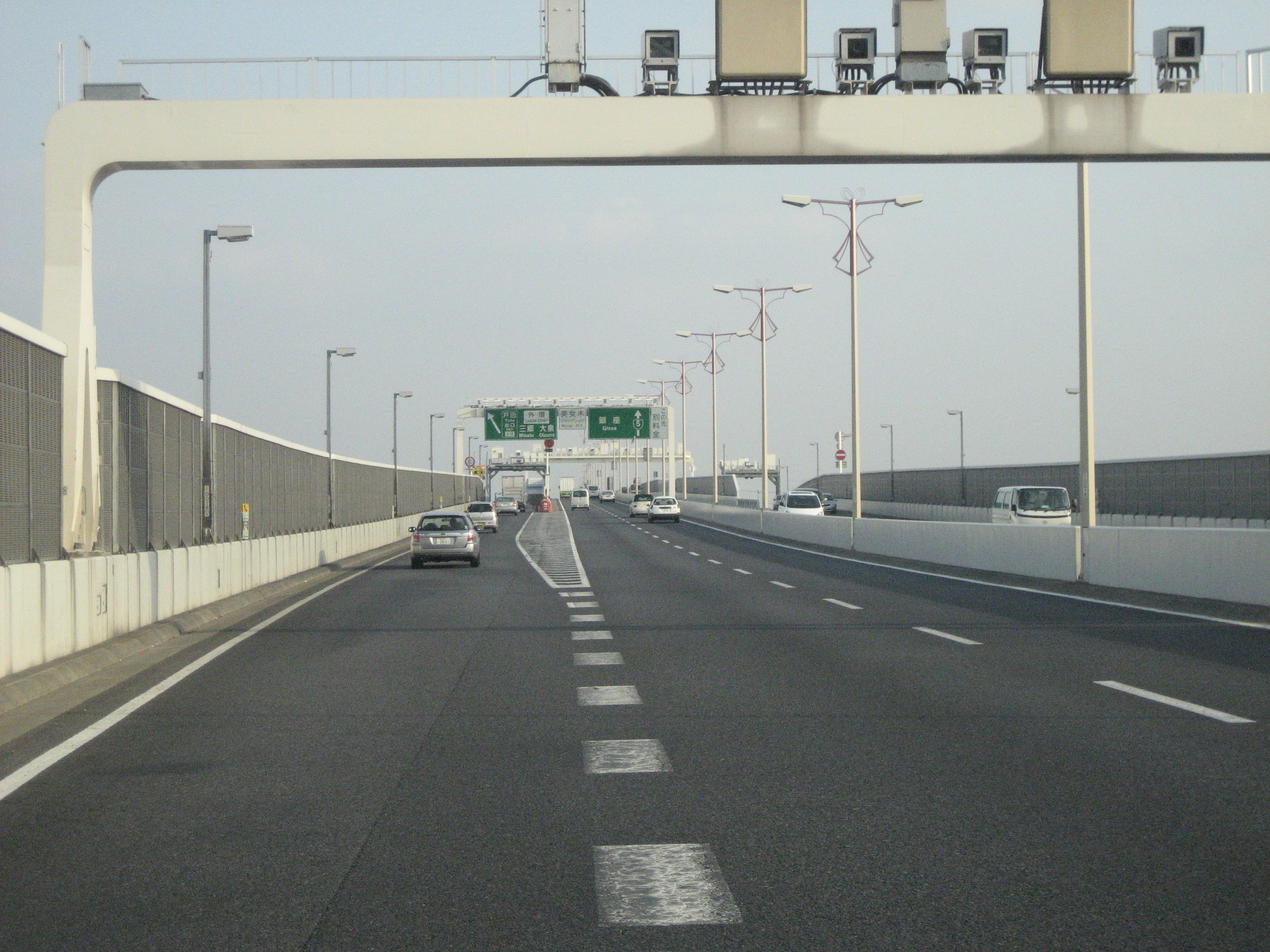
大宮方面より
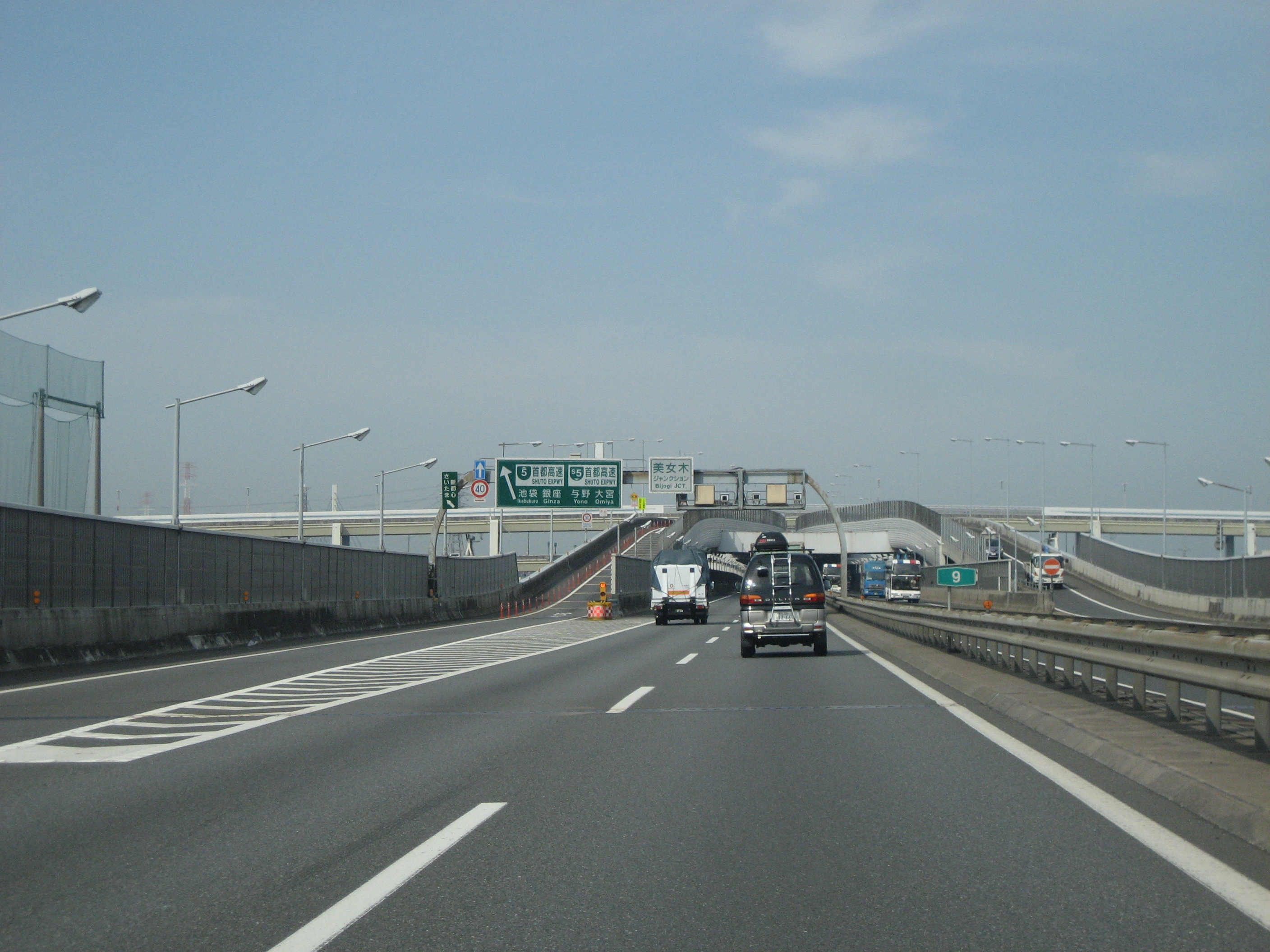
川口JCT側から撮影